# Атамановское сельское поселение (Кемеровская область)
Атама́новское се́льское поселе́ние — упразднённое муниципальное образование в Новокузнецком районе Кемеровской области.
Проходит железная дорога по маршруту Новокузнецк — Междуреченск.
C 2023 года образуется Атамановское территориальное управление Новокузнецкого муниципального района.

## Административное деление
В состав сельского поселения 5 населённых пунктов:
- село Атаманово — административный центр поселения,
- посёлок Баевка,
- посёлок Тальжино,
- посёлок станции Тальжино,
- посёлок Староабашево.

## Администрация
654216, Кемеровская область, Новокузнецкий район, с. Атаманово, ул. Центральная, 109а. Тел.: +7 3843 55-30-42, 55-30-44, 55-30-39.